# نیروهای هوایی ایالات متحده آمریکا در اروپا و آفریقا
نیروهای هوایی ایالات متحده آمریکا در اروپا و آفریقا (انگلیسی: United States Air Forces in Europe – Air Forces Africa) یک فرماندهی اصلی در نیروی هوایی ایالات متحده آمریکا است، که فرماندهی و کنترل بر نیروهای هوایی فرماندهی اروپایی ایالات متحده آمریکا و فرماندهی آفریقای ایالات متحده آمریکا را برعهده دارد. این نیرو به‌عنوان بخشی از مأموریت خود، یگان‌های نیروی هوایی ایالات متحده را که به ناتو تعهد داده‌اند، فرماندهی می‌کند، همچنین نظارت بر لشکرهای آماده جنگ مستقر از بریتانیا تا ترکیه را برعهده دارد. این نیرو برای دستیابی به اهداف ملی ایالات متحده و ناتو بر اساس وظایف، عملیات هوایی و فضایی در اروپا، بخش‌هایی از آسیا و تمام آفریقا به استثنای مصر را برنامه‌ریزی، هدایت، کنترل، هماهنگی و پشتیبانی می‌کند.
قرارگاه مرکزی نیروهای هوایی ایالات متحده آمریکا در اروپا و آفریقا، در پایگاه هوایی رامشتاین، راینلاند فالتس، آلمان قرار دارد. این قدیمی‌ترین فرماندهی اصلی نیروی هوایی ایالات متحده است که به‌طور مداوم فعال است، که در ابتدا در ۱ فوریه ۱۹۴۲ در لنگلی فیلد، ویرجینیا، به‌عنوان هشتمین نیروی هوایی ایالات متحده تأسیس شد. این نیرو دارای بیش از ۳۵ هزار پرسنل وظیفه فعال، پرسنل بخش ذخیره هوایی و کارمندان غیرنظامی است.